# Анверса дели Абруци
Анвѐрса дели Абру̀ци (на италиански: Anversa, на местен диалект Anvèrsë, Анверсъ) е село и община в Южна Италия, провинция Акуила, регион Абруцо. Разположено е на 560 m надморска височина. Населението на общината е 360 души (към 2011 г.).